# 3710 Bogoslovskij
A 3710 Bogoslovskij (ideiglenes jelöléssel 1978 RD6) a Naprendszer kisbolygóövében található aszteroida. Nyikolaj Sztyepanovics Csernih fedezte fel 1978. szeptember 13-án.